# Leichtathletik-U18-Südamerikameisterschaften
Die Leichtathletik-U18-Südamerikameisterschaften (bis 2014 Jugendsüdamerikameisterschaften) sind Leichtathletikwettbewerbe, die vom südamerikanischen Kontinentalverband Confederación Sudamericana de Atletismo (CONSUDATLE) im Zwei-Jahres-Rhythmus veranstaltet werden und zwischenzeitlich auch jährlich ausgetragen wurden. Die ersten Meisterschaften fanden im Jahr 1979 im argentinischen Comodoro Rivadavia statt, womit Südamerika der erste Kontinent war, der Leichtathletikbewerbe im Junioren- und Jugendbereich abhielt. Die mit Abstand erfolgreichste Nation ist Brasilien, gefolgt von Argentinien und Chile.

## Veranstaltungen
| Nr. | Jahr | Stadt              | Datum                             | Stadion                                                  | Wettbewerbe | Athleten | Nationen |
| --- | ---- | ------------------ | --------------------------------- | -------------------------------------------------------- | ----------- | -------- | -------- |
| 01. | 1973 | Comodoro Rivadavia | 2. bis 4. November 1973           |                                                          | 31          | 182      | 7        |
| 02. | 1975 | Quito              | 8. bis 11. November 1975          |                                                          | 31          | 212      | 7        |
| 03. | 1976 | Santiago de Chile  | 4. bis 7. November 1976           |                                                          | 31          | 168      | 6        |
| 04. | 1977 | Rio de Janeiro     | 22. bis 24. Juli 1977             |                                                          | 33          | 202      | 8        |
| 05. | 1978 | Montevideo         | 11. bis 13. November 1978         |                                                          | 33          | 179      | 7        |
| 06. | 1979 | Cochabamba         | 3. bis 5. August 1979             |                                                          | 32          | 113      | 5        |
| 07. | 1984 | Tarija             | 13. bis 16. September 1984        |                                                          | 34          | 136      | 7        |
| 08. | 1986 | Comodoro Rivadavia | 17. bis 19. Oktober 1986          |                                                          | 34          | 205      | 9        |
| 09. | 1988 | Cuenca             | 2. bis 4. September 1988          |                                                          | 38          | 190      | 8        |
| 10. | 1990 | Lima               | 22. bis 24. November 1990         |                                                          | 37          | 196      | 10       |
| 11. | 1992 | Santiago de Chile  | 2. bis 4. Oktober 1992            |                                                          | 38          | 251      | 11       |
| 12. | 1994 | Cochabamba         | 30. September bis 2. Oktober 1994 |                                                          | 38          | 233      | 11       |
| 13. | 1996 | Asunción           | 18. bis 20. Oktober 1996          |                                                          | 38          | 268      | 10       |
| 14. | 1998 | Manaus             | 23. bis 25. Oktober 1998          |                                                          | 41          | 190      | 13       |
| 15. | 2000 | Bogotá             | 4. bis 5. November 2000           | Estadio El Salitre                                       | 42          | 228      | 12       |
| 16. | 2002 | Asunción           | 19. bis 20. Oktober 2002          | Consejo Nacional de Deportes                             | 42          | 290      | 11       |
| 17. | 2004 | Guayaquil          | 25. bis 26. September 2004        | Estadio Modelo Alberto Spencer Herrera                   | 42          | 259      | 12       |
| 18. | 2006 | Caracas            | 14. bis 15. Oktober 2006          | Estadio Brígido Iriarte                                  | 42          | 281      | 13       |
| 19. | 2008 | Lima               | 29. bis 30. November 2008         | Villa Deportiva Nacional                                 | 40          | 256      | 12       |
| 20. | 2010 | Santiago de Chile  | 9. bis 10. Oktober 2010           | Estadio Nacional de Chile                                | 40          | 278      | 13       |
| 21. | 2012 | Mendoza            | 26. bis 28. Oktober 2012          | General San Martín Park                                  | 40          | 316      | 10       |
| 22. | 2014 | Cali               | 28. bis 30. November 2014         | Estadio Olímpico Pascual Guerrero Estadio Pedro Grajales | 39          | 337      | 12       |
| 23. | 2016 | Concordia          | 12. bis 13. November 2016         | Centro de Desarrollo Deportivo                           | 39          |          | 11       |
| 24. | 2018 | Cuenca             | 30. Juni bis 1. Juli 2018         | Jefferson Pérez Stadium                                  | 39          |          | 14       |
| 25. | 2021 | Encarnación        | 25. bis 26. September 2021        | Estadio Comunal                                          | 40          |          |          |
| 26. | 2022 | São Paulo          | 9. bis 11. September 2022         |                                                          | 40          |          |          |
| 27. | 2024 | San Luis           | 6. bis 8. Dezember 2024           | Pista de Atletismo Pedro Presti                          | 40          |          |          |

## Meisterschaftsrekorde

### Männer
| Disziplin              | Rekord             | Athlet                                                                                       | Datum              | Ort               |
| ---------------------- | ------------------ | -------------------------------------------------------------------------------------------- | ------------------ | ----------------- |
| 100 m                  | 10,36 s (+1,2 m/s) | Vinícius Moraes                                                                              | 12. November 2016  | Concordia         |
| 200 m                  | 21,16 s (+1,9 m/s) | Vinícius Moraes                                                                              | 13. November 2016  | Concordia         |
| 400 m                  | 47,41 s            | Vinícius Moura                                                                               | 10. September 2022 | São Paulo         |
| 800 m                  | 1:50,6 min         | Joseílton Cunha                                                                              | 10. Oktober 2010   | Santiago de Chile |
| 1500 m                 | 3:53,72 min        | Gonzalo Gervasini                                                                            | 9. September 2022  | São Paulo         |
| 3000 m                 | 8:32,04 min        | Pablo Ñauta                                                                                  | 8. Dezember 2024   | San Luis          |
| 110 m Hürden (91,4 cm) | 13,55 s (+0,4 m/s) | Marcos Herrera                                                                               | 12. November 2016  | Concordia         |
| 400 m Hürden (84,0 cm) | 51,67 s A          | Hederson Estefani                                                                            | 30. November 2008  | Lima              |
| 2000 m Hindernis       | 5:52,2 min         | José Peña                                                                                    | 26. September 2004 | Guayaquil         |
| 4 × 100 m Staffel      | 40,77 s A          | Luiz Ambrosio da Silva André Caliari Oliveira Luis Eduardo Ambrosio Bruno Nascimento Pacheco | 5. November 2000   | Bogotá            |
| 10.000 Bahngehen       | 40:27,95 min       | Éider Arévalo                                                                                | 10. Oktober 2010   | Santiago de Chile |
| Hochsprung             | 2,10 m             | Yohan Chaverra                                                                               | 27. Oktober 2012   | Mendoza           |
| Stabhochsprung         | 5,20 m             | Germán Chiaraviglio                                                                          | 25. September 2004 | Guayaquil         |
| Weitsprung             | 7,82 m (+1,2 m/s)  | Jhamal Bowen                                                                                 | 29. November 2008  | Lima              |
| Dreisprung             | 15,83 m            | Márcio Rogério da Cruz                                                                       | 24. November 1990  | Lima              |
| Kugelstoßen (5 kg)     | 21,40 m A          | Nazareno Sasia                                                                               | 30. Juni 2018      | Cuenca            |
| Diskuswurf (1,5 kg)    | 60,92 m            | Saymon Hoffman                                                                               | 12. November 2016  | Concordia         |
| Hammerwurf (5 kg)      | 81,15 m            | Joaquín Gómez                                                                                | 27. Oktober 2012   | Mendoza           |
| Speerwurf (700 g)      | 85,32 m            | Braian Toledo                                                                                | 10. Oktober 2010   | Santiago de Chile |
| Zehnkampf              | 6716 Punkte A      | Henrique Pereira Silva                                                                       | 1. Juli 2018       | Cuenca            |

### Frauen
| Disziplin              | Rekord               | Athletin                                                   | Datum              | Ort               |
| ---------------------- | -------------------- | ---------------------------------------------------------- | ------------------ | ----------------- |
| 100 m                  | 11,48 s (+1,3 m/s)   | Franciela Krasucki                                         | 25. September 2004 | Guayaquil         |
| 200 m                  | 23,57 s A (+0,6 m/s) | Anahí Suárez                                               | 1. Juli 2018       | Cuenca            |
| 400 m                  | 53,94 s              | Yusmelis García                                            | 4. November 2000   | Bogotá            |
| 800 m                  | 2:10,5 min           | Yessica Quispe                                             | 26. September 2004 | Guayaquil         |
| 1500 m                 | 4:21,6 min           | Yessica Quispe                                             | 25. September 2004 | Guayaquil         |
| 3000 m                 | 9:29,8 min           | Yessica Quispe                                             | 25. September 2004 | Guayaquil         |
| 100 m Hürden (76,2 cm) | 13,65 s (+1,3 m/s)   | Catalina Rozas                                             | 10. September 2022 | São Paulo         |
| 400 m Hürden           | 59,33 s A            | Letícia Quingostas                                         | 26. September 2021 | Encarnación       |
| 2000 m Hindernis       | 6:34,7 min           | Sabine Heitling                                            | 26. September 2004 | Guayaquil         |
| 4 × 100 m Staffel      | 45,99 s A            | Mileidy López Yenny Díaz Sandrine Legenort Yusmelis García | 5. November 2000   | Bogotá            |
| 5000 m Bahngehen       | 22:33,63 min         | Yuli Capcha                                                | 9. Oktober 2010    | Santiago de Chile |
| Hochsprung             | 1,85 m               | María Fernanda Murillo                                     | 13. November 2016  | Concordia         |
| Stabhochsprung         | 3,90 m               | Milena Agudelo                                             | 19. Oktober 1996   | Asunción          |
| Stabhochsprung         | 3,90 m               | Ana Quiñónez                                               | 13. November 2016  | Concordia         |
| Weitsprung             | 6,39 m (+0,4 m/s)    | Vanessa Sena                                               | 10. September 2022 | São Paulo         |
| Dreisprung             | 13,06 m (+1,5 m/s)   | Leidy Cuesta                                               | 13. November 2016  | Concordia         |
| Kugelstoßen (3 kg)     | 17,24 m              | Dayna Toledo                                               | 12. November 2016  | Concordia         |
| Diskuswurf (1 kg)      | 48,22 m              | Estefania da Costa                                         | 9. Oktober 2010    | Santiago de Chile |
| Hammerwurf (3 kg)      | 66,16 m              | Carmela Cocco                                              | 6. Dezember 2024   | San Luis          |
| Speerwurf (500 g)      | 54,33 m A            | Juleisy Ángulo                                             | 30. Juni 2018      | Cuenca            |
| Siebenkampf            | 5328 Punkte          | Renata Godoy                                               | 11. September 2022 | São Paulo         |

## Ewiger Medaillenspiegel
Insgesamt wurden bei Leichtathletik-U18-Südamerikameisterschaften 979 Gold-, 976 Silber- und 979 Bronzemedaillen von Athleten aus allen 13 Ländern der CONSUDATLE gewonnen. Die nachfolgende Tabelle enthält alle Nationen in lexikographischer Ordnung (Stand: nach den Leichtathletik-U18-Südamerikameisterschaften 2024).
| Platz | Land        | Gold | Silber | Bronze | Total |
| ----- | ----------- | ---- | ------ | ------ | ----- |
| 01    | Brasilien   | 429  | 352    | 271    | 1055  |
| 02    | Argentinien | 177  | 167    | 165    | 509   |
| 03    | Chile       | 88   | 129    | 166    | 383   |
| 04    | Kolumbien   | 87   | 103    | 114    | 304   |
| 05    | Ecuador     | 72   | 57     | 65     | 194   |
| 06    | Venezuela   | 62   | 67     | 79     | 208   |
| 07    | Peru        | 59   | 72     | 86     | 217   |
| 08    | Uruguay     | 18   | 15     | 22     | 55    |
| 09    | Paraguay    | 15   | 17     | 25     | 57    |
| 10    | Panama      | 8    | 5      | 8      | 21    |
| 11    | Bolivien    | 5    | 17     | 14     | 36    |
| 12    | Guyana      | 1    | 5      | 4      | 10    |
| 13    | Suriname    | 0    | 2      | 2      | 4     |